# Школа сельской молодёжи
Шко́ла се́льской молодёжи — общеобразовательное учебное заведение в СССР (с 1944 по 1958 гг.), призванные к обучению без отрыва от сельскохозяйственного производства. Учащиеся получали подготовку в объёме начальной и семилетней школ.
Школы сельской молодёжи открывались в крупных селах, колхозах, совхозах и МТС. Были распространены в составе 1—4-х и 1—7-х классов. С 1956 стали действовать также средние школы сельской молодёжи в составе 5—10-х и 8—10-х классов. В 1958 г. были переименованы в вечерние (сменные) средние общеобразовательные школы.